# 曹廣榮
曹廣榮，CBE，CPM，JP（英語：Peter Kwang Yung Tsao，1933年10月7日—2005年6月5日），英治時代香港政府公務員，官至政務司（即今天的民政事務局局長），1991年離開政壇退休，2005年6月5日於泰國去世。

## 生平
- 1933年10月7日生於上海，籍貫浙江平湖。就讀天主教上海聖方濟書院。
- 1949年5月上海在內戰中易手後，於1950年隨雙親遷居香港，就讀聖若瑟書院，於1954年英文中學會考中取得英文、公民及生物科「良」等，物理科「優」等成績[1]。
- 1955年起开始成为香港政府公务员，初期任皇家香港天文台三级簿记员，历任卫生署职员、助理贸易主任；
- 1960年畢業於倫敦的 National College of Food Technology [2]
- 1979年任貿易署署長
- 1981年任工業署署長
- 1983年任新聞處處長
- 1983年7月1日，中英兩國同時發表公報，宣布七月十二日在北京就香港前途問題舉行會談。當時的港督尤德起初以香港總督身份參與，但中方只承認尤德代表英國政府，更拒絕當時身為港督私人新聞主任的曹廣榮的入境申請。北京當時的立場是曹廣榮身份不符、不能出現「三腳櫈」（即中英兩國的談判不應出現香港代表）的情況，故拒絕他到北京。
- 1985年任行政司
- 1986年任香港驻布鲁塞尔（欧盟）贸易代表
- 1987年回任行政司
- 1989年10月任政務司，成為香港政府中第四號人物，同年獲CBE勳銜；至1991年11月退休
- 退休後只任上市公司非執行董事
- 2005年6月5日因糖尿病引起併發症（心臟病）在泰國去世[3]

## 家庭
曹廣榮有三度婚姻，於1955年與余潔芳結婚，育有二子（曹建中、曹建華）一女（曹慧芸）。女婿是郭琳廣。離異後於1983年與陳鳳好結婚，後亦離婚。1993年與年紀細她三十年的泰國女子宋丞結婚，並移居泰國。
其胞弟曹廣玉曾在林百欣年代的亞洲電視出任高層，故此曹廣榮在港府退任後，曾在亞視主持節目，開創退休高官跨界別的先河。

## 榮銜
- CBE，1989年
- CPM

## 演出
- 香港電台《獅子山下》（1992年）
  - 〈變奏之前〉 飾 人民入境事務處中高級官員
  - 〈風風雨雨〉 飾 電視台老闆